# Пластификаторы (пластмассы и полимеры)
Пластификаторы — это вещества, которые вводят в состав полимерных материалов для придания (или повышения) эластичности или пластичности при переработке и эксплуатации. Пластификаторы облегчают диспергирование ингредиентов, снижают температуру технологической обработки композиций, улучшают морозостойкость полимеров, но иногда ухудшают их теплостойкость. Некоторые пластификаторы могут повышать огне-, свето- и термостойкость полимеров.
Общие требования к пластификаторам: хорошая совместимость с полимером, низкая летучесть, отсутствие запаха, химическая инертность, стойкость к экстракции из полимера жидкими средами, например, маслами, моющими средствами.
Наиболее распространенные пластификаторы: сложные эфиры, например, диоктилфталат, диметилфталат, дибутилфталат, дибутилсебацинат, диоктиладипинат, диоктилсебацинат, диизобутилфталат, три (2-этилгексил) фосфат, эфиры фталевой и тримеллитовой кислоты, сложные эфиры ортофосфорной кислоты. Используются также минеральные и невысыхающие растительные масла, эпоксидированное соевое масло, хлорированные парафины и др.
Количество пластификатора в композиции — от 1…2 до 100 % (от массы полимера).
Основной потребитель пластификаторов — промышленность пластмасс (около 70 % общего объёма производства пластификаторов расходуется на изготовление пластиката)
Пластификаторы широко используются при производстве лаков для ногтей.
Мягчители — принятое в резиновой промышленности название пластификаторов, которые облегчают переработку каучуков, снижая температуру текучести резиновых смесей, но не улучшают морозостойкость вулканизаторов.
К мягчителям относятся, например, парафино-нафтеновые и ароматические нефтяные масла, канифоль, кумароно-инденовые и нефтеполимерные смолы, продукты взаимодействия растительных масел с серой (фактисы), нефтяные битумы (рубраксы).
Требования к мягчителям те же, что и к пластификаторам.